# Crosbyia
Crosbyia es un género de foraminífero bentónico de la familia Glabratellidae, de la superfamilia Glabratelloidea, del suborden Rotaliina y del orden Rotaliida. Su especie tipo es Crosbyia francesae. Su rango cronoestratigráfico abarca el Holoceno.

## Clasificación
Crosbyia incluye a la siguiente especie:
- Crosbyia francesae